# Lofofor

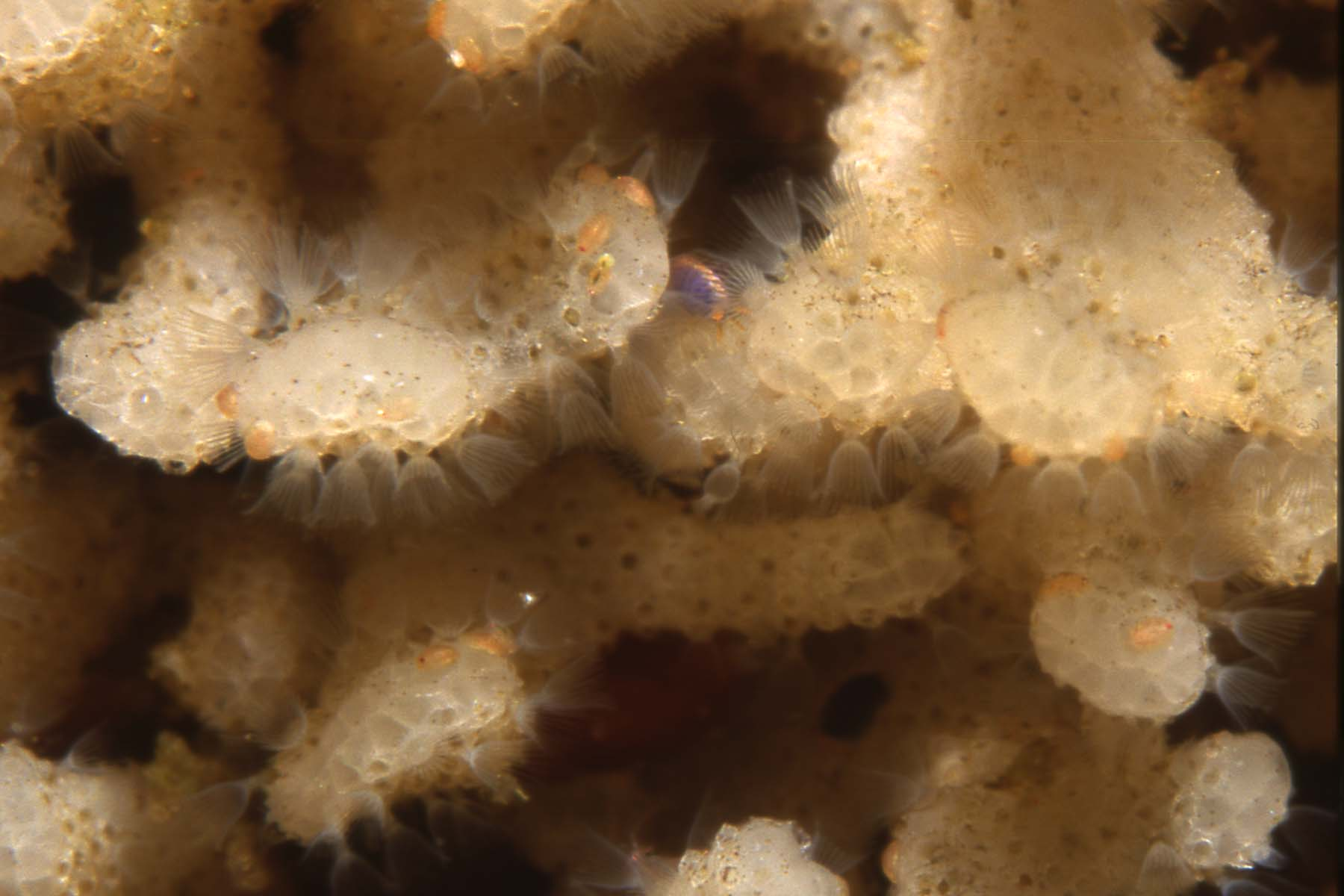
Lofofory poszczególnych osobników (zoidów) w kolonii współczesnego mszywioła

Lofofor – aparat czułkowy niektórych wtórnojamowych bezkręgowców morskich, złożony z podstawy i korony orzęsionych czułków otaczających otwór gębowy. Korona może mieć kształt taśmowaty, pierścieniowaty, podkowiasty lub spiralnie skręcony. Lofofor pełni funkcję organu filtrującego pokarm i oddechowego.
Obecność lofoforu jest cechą diagnostyczną lofoforowców (Lophophorata, zwanych mniej poprawnie czułkowcami – Tentaculata), czyli ramienionogów, kryzelnic i mszywiołów. Podobną cechę wykazywano u innych bezkręgowców, w związku z czym trwają dyskusje, które z koron czułków są homologiczne. Obecnie przyjmuje się, że:

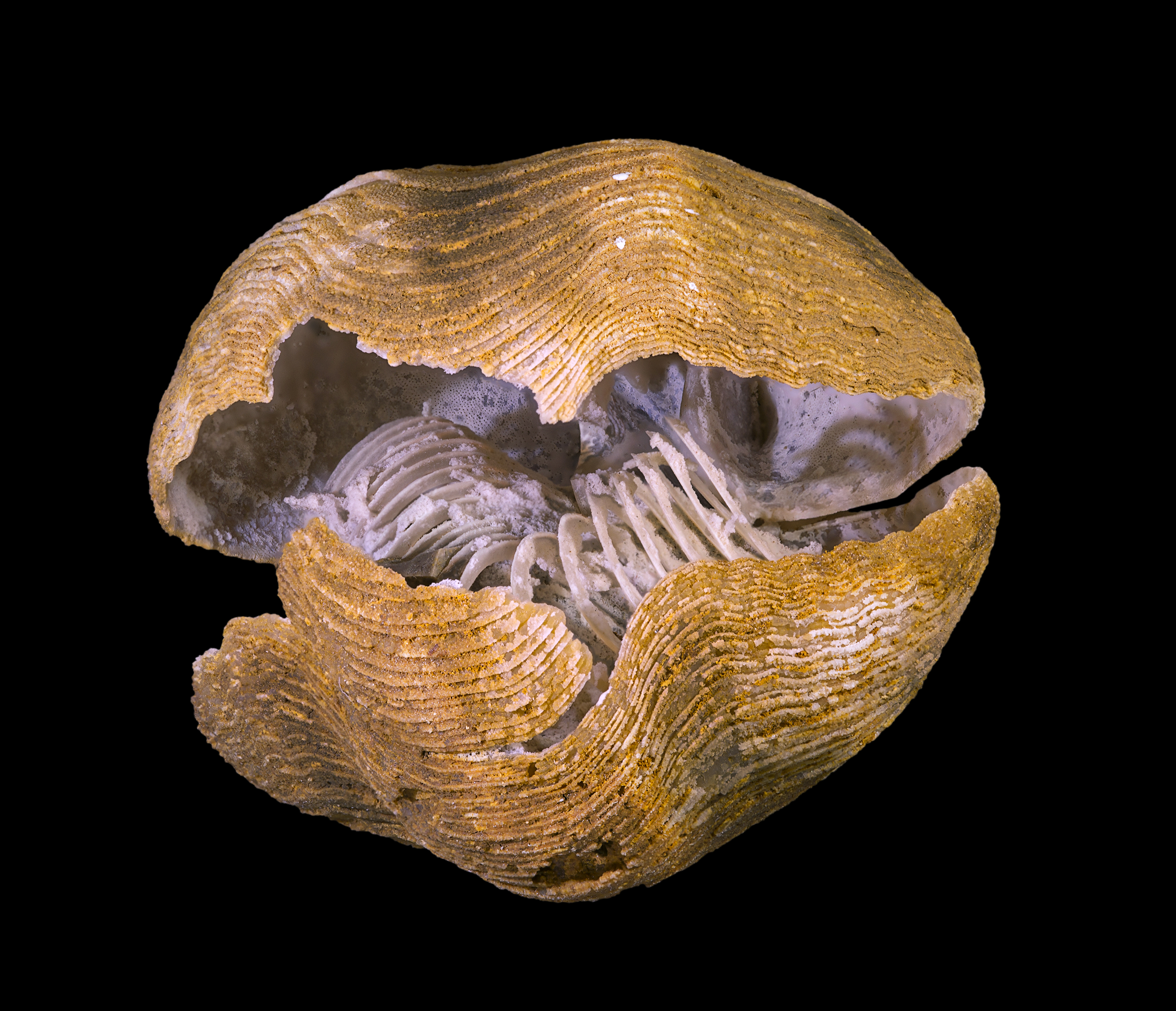
Spiralny szkielet lofoforu widoczny pomiędzy rozchylonymi skorupkami muszli jurajskiego ramienionoga Liospiriferina rostrata

- Spiralny szkielet lofoforu widoczny pomiędzy rozchylonymi skorupkami muszli jurajskiego ramienionoga Liospiriferina rostratau ramienionogów i kryzelnic (określanych łącznie jako Brachiozoa)[1] jest to na pewno cecha homologiczna[2];
- lofofor u mszywiołów jest najprawdopodobniej homologiczny[3];
- podobny organ u kielichowatych (Entoprocta) mógłby być homologiczny, choć nie spełnia ścisłej definicji lofoforu (odbyt jest położony wewnątrz korony czułków, a u lofoforowców na zewnątrz)[1];
- podobny organ u pióroskrzelnych jest prawdopodobnie konwergentny[1].

U niektórych ramienionogów lofofor posiada szkielet wewnętrzny, który u form kopalnych zwykle bada się metodą szlifów seryjnych, lecz w niektórych rzadkich przypadkach można go wypreparować (np. preparaty Gonzague'a Dubara).